# ロカーナ
ロカーナ（伊: Locana）は、イタリア共和国ピエモンテ州トリノ県にある、人口約1,400人の基礎自治体（コムーネ）。

## 地理

### 位置・広がり

#### 隣接コムーネ
隣接するコムーネは以下の通り。括弧内のAOはヴァッレ・ダオスタ州所属を示す。
- カントーイラ
- キアランベルト
- コアッソーロ・トリネーゼ
- コーニュ (AO)
- コーリオ
- モナステーロ・ディ・ランツォ
- ノアスカ
- リボルドーネ
- ロンコ・カナヴェーゼ
- スパローネ

## 行政

### 分離集落
ロカーナには、以下の分離集落（フラツィオーネ）がある。
- Bardonetto, Boschietto, Balmella, Bosco, Bovior, Cambrelle, Chironio, Corale, Costa Bugni, Derasso, Fey, Foere, Fornello, Fornolosa, Gavie, Ghiglieri, Gurgo, Gascheria, Molera, Montepiano, Montigli, Mugelle, Piandemma, Piatour, Porcili, Praie, Pratolungo, Ricovero, Rocci, Roncore, San Giacomo, San Lorenzo